# Schellinkhout

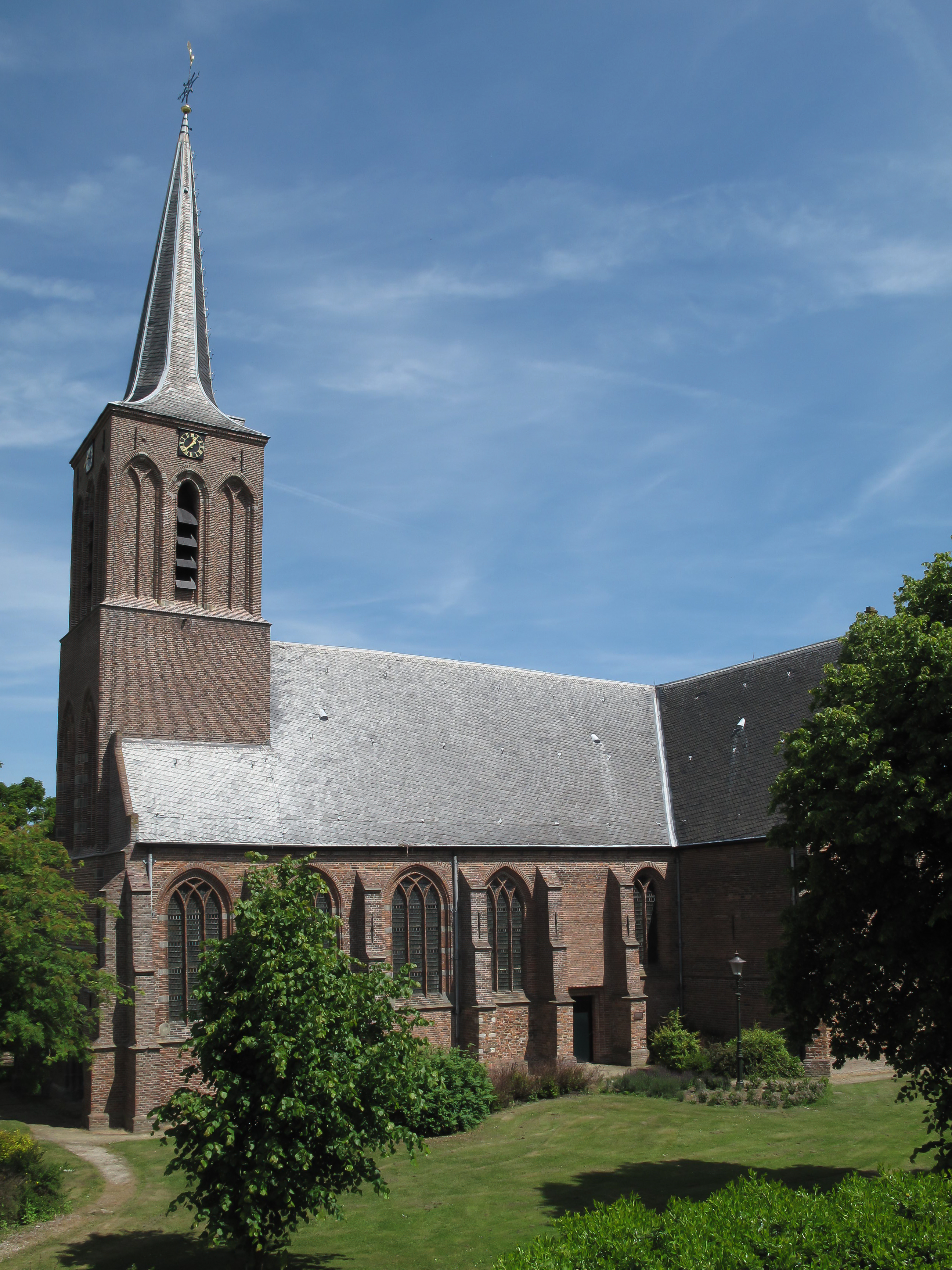
Schellinkhout: la chiesa di San Martino, edificio classificato come rijksmonument

Schellinkhout (in frisone occidentale: Skellinkhout; 0,14 km², 400 ab. circa è un villaggio della provincia dell'Olanda Settentrionale, nel nord dei Paesi Bassi, situato nella regione della Frisia Occidentale ed affacciato sull'IJsselmeer (l'ex-Zuiderzee). Dal punto di vista amministrativo si tratta di un ex-comune, dal 1970 accorpato alla municipalità di Drechterland.

## Geografia fisica

### Collocazione
Schellinkhout si trova lungo la costa meridionale della Frisia Occidentale, a pochi chilometri a est di Hoorn.

## Società

### Evoluzione demografica
Al censimento del 2001, Schellinkhout contava una popolazione pari a 420 abitanti.

## Storia
La zona attorno al villaggio è abitata sin dalla preistoria.
Nel 1402, Schellinkhout ottenne lo status di città.
Il 31 luglio 1970 Schellinkhout cessò di essere un comune indipendente.

## Stemma
Lo stemma di Schellinkhout reca due leoni che reggono uno scudo blu in cui è raffigurato un albero giallo con degli uccelli. La figura dell'albero con uccelli è comparsa per la prima volta nel 1406.

## Edifici e luoghi d'interesse

### Chiesa di San Martino
Tra gli edifici d'interesse di Schellinkhout, vi è la chiesa di San Martino, la cui parte più antica risale al XIV secolo.

### De Groote Molen
Altro edificio d'interesse è De Groote Molen ("Il Grande Mulino"), risalente al 1630.